# Faits divers (série télévisée)
Pour les articles homonymes, voir Faits divers.
Faits divers est une série télévisée québécoise en 32 épisodes de 42 minutes développée par Joanne Arseneau, réalisée par Stéphane Lapointe, produite par Sovimage et diffusée entre le 11 septembre 2017 et le 22 mars 2021 sur ICI Radio-Canada Télé.

## Synopsis
Une série policière aux accents d’humour noir qui nous transporte dans le territoire embrumé de la Couronne Nord de Montréal, où un coup fourré en attire un autre. Elle met en scène des petits criminels crapuleux, qui ne mesurent pas toujours la portée de leurs actions. De façon progressive, nous entrons dans un jeu de chat et de souris entre les policiers et les bandits. Un jeu duquel personne ne sortira indemne. Les enquêtes sont menées pas la fonceuse Constance Forest (Isabelle Blais) et le réservé Frédérik Bérubé alias « Fred » (Émile Proulx-Cloutier), amoureux de sa partenaire de travail. Mais parallèlement à son boulot, Constance doit aussi s'occuper de Serge, son père au comportement constamment étrange et embarrassant, interprété par Guy Nadon.
La série permet à de nombreux acteurs de camper, selon les différentes saisons, des rôles de soutien tout aussi délicieux les uns que les autres. Parmi ceux-ci, on retient les personnages de Mike Pratt (Fabien Cloutier) et d'Anne Dupuis (Marie-Ève Beaulieu) dans la saison 1 (2017); Paulo Fauteux (Luc Senay) et Francine Bienvenue (Chantal Baril), deux gérants d'un camp de nudistes dans la saison 2 (2018); et Marc Laveau (Stéphane Demers) et Kevin Fontaine (Éric Robidoux) en pauvres types maladroits dans la saison 3 (2020).

## Distribution

### Personnages principaux
- Isabelle Blais : Constance Forest
- Émile Proulx-Cloutier : Frédérik « Fred » Bérubé, collègue de Constance
- Patrick Hivon : Sylvain Lauzon, ex-conjoint de Constance
- Guy Nadon : Serge Forest, père de Constance
- Alexa-Jeanne Dubé : Zoé Forest, sœur de Constance
- Fred-Éric Salvail : Antoine Chevrier-Marseau, collègue de Constance
- Maxime Mailloux : Jonas Auger, collègue de Constance
- Jean-Pierre Bergeron : Yvan-Gilles Savard
- Emmanuelle Lussier-Martinez : Nina Gomez
- Mara Joly : Sophie, conjointe de Jonas
- Daphnée Côté-Hallé : Pascale Pineau, alias « P. Pineau »

### Personnages récurrents
- Élijah Patrice-Baudelot : Théo Lauzon, fils de Constance Forest et de Sylvain Lauzon
- Milya Corbeil-Gauvreau : Marion Forest, fille de Constance Forest et de Sylvain Lauzon

### Personnages de la première saison (2017)
- Marie-Ève Beaulieu : Anne Dupuis
- Fabien Cloutier : Mike Pratt
- Mylène Mackay : Marlène Charbonneau
- David Boutin : Éric Charbonneau
- Louis Champagne : Rodrigue Rancourt

### Personnages de la deuxième saison (2018)
- Luc Senay : Paulo Fauteux
- Chantal Baril : Francine Bienvenue
- Roger Léger : Maurice Lauzon, père de Sylvain
- Rachel Graton : Rachelle Lauzon, sœur de Sylvain
- Kevin Houle : Sébastien Lauzon, frère de Sylvain
- Tony Calabretta : Tony Cozzolino
- Claudia Ferri : Marietta Orsini
- Katrine Duhaime : Julie Lauzon
- Alexandre Goyette : Jimmy O’Connor

### Personnages de la troisième saison (2019)
- Stéphane Demers : Marc Laveau
- Daniel Brière : Claude Voyer
- Brigitte Lafleur : Kathleen Charron
- Sylvain Massé : Guildo Poupart
- Jean-Luc Terriault : Ludovick Poupart, fils de Guildo
- Steve Laplante : Denis Fontaine
- Éric Robidoux : Kevin Fontaine, frère de Denis
- Martin-David Peters : Maltais, employé de Denis
- Miro Lacasse : Piquette
- Julian Casey : Ted Connely, ufologue-conférencier américain
- Blaise Tardif : Benoît Charron, mari de Kathleen
- Véronique Beaudet : Annick Paul, amie de Kevin

### Personnages de la quatrième saison (2020)
- Simon Lacroix : Albert Scott Ducharme
- Dominique Leduc : Françoise Scott
- Marie Brassard : Jovette Scott Bilodeau
- Éric Bruneau : Dany Lafleur
- Hugo Dubé : Jacques Marquette
- Joanie Martel : Linda Portelance
- Paul Houde : Lui-même
- Domenic Di Rosa : Gustavo El Gallo
- Reda Guerinik : Jawad Abbas
- Hugo Giroux : Cédric Lavigne
- José Zapata : Ruiz Galindo
- Arturo Oliva : Pedro Mendoza

## Production
La seconde saison a été confirmée le 13 décembre 2017.
Le 10 janvier 2019, la troisième saison est confirmée, mais elle ne comptera que six épisodes proposés en primeur sur ICI Tou.tv Extra.
Annoncée le 24 juin 2020, la quatrième saison vient conclure la série. Le tournage des six épisodes s'est amorcé le 11 août 2020.

## Épisodes
- La première saison de dix épisodes a été diffusée du 11 septembre au 13 novembre 2017.
- La deuxième saison de dix épisodes a été diffusée du 11 septembre au 13 novembre 2018.
- La troisième saison de six épisodes a été diffusée du 17 février 2020 au 23 mars 2020.
- La quatrième saison de six épisodes est offerte en primeur sur ICI Tou.tv Extra dès le 17 décembre 2020[6] avant d'être diffusée, à la télévision, à partir du 15 février 2021[7].